# 朱氏假脉蕨
朱氏假脉蕨（学名：Crepidomanes chiuii）为膜蕨科假脈蕨属下的一个种。

## 扩展阅读
- 維基物種上的相關：朱氏假脉蕨